# 安基利扎圖 (安帕尼希縣)
安基利扎圖（Ankilizato）為位在馬達加斯加西南部的城鎮，由阿齊莫-安德列發那區安帕尼希縣（Ampanihy District）管轄。2001年人口普查估計該城鎮人口約有7,000人。
該城鎮的學校只有小學。該城鎮有75%的居民為農民，另外有24%的居民從事畜牧業。玉米和花生為該城鎮最主要的作物，而其他主要作物尚有木薯等。另外從事服務業的居民佔該城鎮人口總數的1%。